# Ronald Littledale

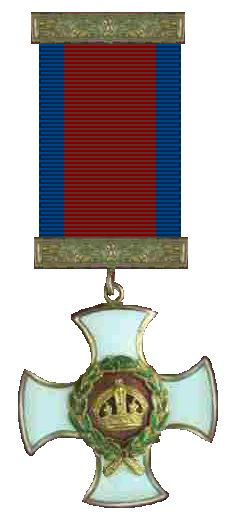

Ronald Bolton Littledale (Northwich, 1902 - Airaines, 1 september 1944) was een Engelse majoor tijdens de Tweede Wereldoorlog.  Als krijgsgevangene kwam hij in Slot Colditz terecht. Hij ontsnapte op 25 januari 1943.
Littledale was de enige zoon van John Bolton Littledale en zijn echtgenote Clara Stevenson. Voor zijn opleiding ging hij naar Eton en vervolgens naar KMA Sandhurst.  Hij diende in het Britse Rijnleger, in India, Palestina en Noord-Ierland. Aan het begin van de Tweede Wereldoorlog werd hij al gevangengenomen bij de verdediging van het Nauw van Calais.
Tien dagen lang moest hij met andere gevangenen door Noord Frankrijk lopen voordat ze in Luxemburg in een trein stapten, die hen via Mainz naar Oflag VII-C bracht, waar zij midden juni 1940 aankwamen. In maart 1941 werd hij overgeplaatst naar Stalag XXI-D in Poznań, Polen. Met twee lotgenoten ontsnapte hij door zich in een vuilniskar te verstoppen. Gris Davies-Scourfield werd in maart 1942 weer opgepakt, Littledale en Lt Mike Sinclair hadden Bulgarije bereikt en werden na acht maanden opgepakt en weer aan de Duitsers uitgeleverd. De drie mannen zagen elkaar weer in Colditz. Opnieuw lukte het Littledale te ontsnappen, ditmaal in gezelschap van Captain Patrick Reid, Lieutenant Commander William E. Stephens RNVR en Flight Lieutenant Howard D. Wardle. Met Stephens bereikte hij Zwitserland op 20 oktober 1942. Met Flight Lieutenant Hedley Fowler reisde hij door onbezet Frankrijk naar Spanje, waar ze op 30 september 1943 aankwamen. Ze werden meteen gearresteerd en drie weken gevangen gehouden in een militaire gevangenis in Figueras. Ze werden door de Britse consul uit Barcelona opgehaald en op een schip gezet dat ze meenam naar Gibraltar, waar ze op 25 maart aankwamen. Vandaar kon hij naar Engeland gaan.
Hij werd commandant van het King's Royal Rifle Corps en sneuvelde op 1 september 1944 in Frankrijk. Hij werd begraven op de gemeentelijke begraafplaats in Airaines.

## Onderscheiden
- DSO